# Tomis Mall
Tomis Mall este un centru comercial în Constanța. Clădirea are subsol și cinci niveluri. Inițial, clădirea avea o suprafață comercială 60.500 metri pătrați, iar după restaurarea aceasta a fost extinsă la 80,800 metri pătrați. Proprietarii Tomis Mall dețin și Cathedral Plaza din București.